# Usan-dong, Wonju
Usan-dong (koreanska: 우산동) är en stadsdel i staden Wonju i provinsen Gangwon i den centrala delen av Sydkorea, 90 km öster om huvudstaden Seoul.